# Presa di Tripoli
Con la Presa di Tripoli attuata dai marinai della Regia Marina il 5 ottobre 1911 ebbe inizio la guerra italo-turca che vide contrapposta l'Italia e l'Impero ottomano per il possesso della libia ottomana.

## L'inizio delle ostilità

### Le esitazioni iniziali
Dopo la dichiarazione ufficiale di guerra avvenuta il 29 settembre la squadra navale italiana al comando dell'ammiraglio Luigi Faravelli perseguì nel pattugliamento delle coste libiche e del porto di Tripoli nonostante le pressanti richieste del governo italiano di attaccare i forti della città.
Una delle preoccupazioni dell'ammiraglio italiano era di non compromettere la posizione dei numerosi europei presenti in città che si stimavano essere circa duemila sui quali si sarebbero potute abbattere le ritorsioni della popolazione araba. Le esitazioni di Faravelli proseguirono anche dopo che i consoli delle nazioni neutrali dichiararono di sentirsi protetti dalle autorità turche e rifiutarono l'imbarco sulle navi italiane. Pertanto sulle navi trovarono ospitalità unicamente i cittadini italiani e numerosi giornalisti che nei giorni precedenti si erano precipitati in Libia per seguire gli avvenimenti. Tra questi Luigi Barzini, Corrado Zoli, Francesco Savorgnan di Brazzà e Giuseppe Piazza.
Tra il 29 e il 30 fu anche approntato il siluramento notturno del piroscafo turco Derna che si trovava al sicuro all'interno del porto di Tripoli e che nei giorni precedenti, con il suo carico di armi, era riuscito a passare fortunosamente il blocco navale italiano. La lancia italiana calata in mare però non poté portare a termine il suo compito poiché risultò impossibile, per le cattive condizioni del mare, agganciarle i siluri.

### L'apertura delle ostilità
(Giuseppe Piazza corrispondenza di guerra del 5 ottobre 1911)

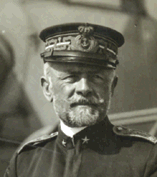
L'ammiraglio Luigi Faravelli

Il 2 ottobre 1911 la squadra navale italiana prese posizione davanti al porto di Tripoli dove aveva il compito di mantenere sicure le acque in vista del previsto sbarco del corpo di spedizione ed impedire l'afflusso di rinforzi e rifornimenti dalla Turchia. Intanto la Regia Marina aveva ricevuto l'ordine di intimare la resa alla guarnigione turca e in caso di rifiuto di aprire le ostilità. Faravelli era contrariato all'idea di iniziare le operazioni belliche poiché l'esercito non era ancora pronto ad intervenire a terra e le forze imbarcate non erano sufficienti. Nella stessa giornata giunse un telegramma da Roma che spronava Faravelli a procedere rapidamente nell'aprire le ostilità. Infatti il Governo italiano temeva che nelle tre settimane che si valutavano necessarie per dispiegare il corpo di spedizione potessero iniziare dei negoziati con i Turchi che avrebbero vanificato tutta l'operazione. Particolarmente attiva nel campo della diplomazia era la Germania che cercava una soluzione di compromesso che non indebolisse l'alleato turco e soddisfacesse anche le richieste italiane. Faravelli decise quindi di invitare il defterdar turco Ahmed Bessim Bey sulla nave per un confronto e gli intimò la resa della città. Il bey respinse la richiesta e cercando di guadagnare tempo sostenne di essere impossibilitato a richiedere istruzioni a Istanbul. Nel corso dell'incontro intanto il colonnello Nesciat Bey fece uscire tutte le truppe presenti in città, circa 2000 uomini, e le fece trasferire di nascosto ad el-Azizia a circa 10 km di distanza.
Il giorno seguente alle 15,30 la squadra italiana iniziò il cannoneggiamento dei forti turchi della città presidiati da pochi cannonieri. In città erano presenti tre zone fortificate: fort Sultaniè (ad ovest della città), fort Hamidiè (ad est della città) ed una serie di fortificazioni presso il porto. Il bombardamento dei forti durò fino a sera, danneggiandoli gravemente e mettendo a tacere le artiglierie, senza danneggiare sensibilmente nessuna abitazione civile. Il giorno seguente un nuovo cannoneggiamento fu contrastato solo da colpi sporadici sparati dal forte Sultanié. Una pattuglia, sbarcata a terra, verificò l'evacuazione del forte Hamidié e fu informata dal console tedesco Adrian Tilger che le truppe regolari turche avevano effettivamente abbandonato la città, inoltre lo stesso console invitò gli italiani ad occupare la città per prevenire episodi di saccheggio.

### Lo sbarco a Tripoli

Il capitano di vascello Umberto Cagni

Il 5 ottobre si decise di impiegare la forza da sbarco della Regia Marina al comando del Capitano di Vascello Umberto Cagni, così organizzata:
- Corpo di occupazione (C.V. Umberto Cagni)
  - 1º Reggimento (C.F. Grassi)
    - 1º Battaglione, 1ª e 2ª compagnia, 300 marinai della R.N. "Sardegna" (T.V. Sciacca)
    - 2º Battaglione, 3ª e 4ª compagnia, 300 marinai della R.N. "Re Umberto" (T.V. Candeo)
    - 3º Battaglione, 5ª e 6ª compagnia, 300 marinai della R.N. "Sicilia" (T.V. Villarey)

  - 2º Reggimento (C.F. Bonelli)
    - 1º Battaglione, 1ª e 2ª compagnia, 270 marinai rispettivamente della R.N. "Emanuele Filiberto" e della R.N. "Carlo Alberto" (T.V. Savino)
    - 2º Battaglione, 3ª e 4ª compagnia, 240 marinai della R.N. "Benedetto Brin" (T.V. Morando)
    - 3º Battaglione, 5ª e 6ª compagnia, 195 marinai delle RR.NN. "Varese", "Giuseppe Garibaldi" e "Francesco Ferruccio"(T.V. Pertusio).[11]

La forza era su due reggimenti, entrambi su tre battaglioni, uno era della Divisione Navi Scuola, comandato dal capitano di fregata Mario Grassi (nave Sardegna), l'altro era tratto dalle navi della 1ª e della 2ª divisione, al comando del capitano di fregata Enrico Bonelli (nave Re Umberto). Lo sbarco iniziò alle 7,30, con gli uomini della nave Sicilia, seguiti successivamente da quella della Sardegna e da una sezione di artiglieria.

Marinai italiani presso Fort Sultaniè

Constatata l'assenza di reazione nemica, gli uomini occuparono il forte Sultaniè e si attestarono a difesa. Successivamente sbarcarono gli uomini della Re Umberto con altri quattro pezzi d'artiglieria, ed a mezzogiorno la bandiera italiana fu alzata sul forte. Nello stesso periodo un reparto di guastatori occupava il forte Hamidiè, all'altra estremità della rada, seguiti alle 16,30 da tutto il secondo reggimento, che puntava sulla piazza del mercato, congiungendosi in tale luogo con le unità dell'altro reggimento. Immediatamente il capitano Cagni organizzava una linea di difesa per coprire l'area di sbarco.
Dato che questa era l'unica forza disponibile per tenere la città, e che il convoglio che trasportava le forze di terra, ancora attraccato a Napoli e Palermo, non sarebbe giunto che dopo diversi giorni, la situazione si presentava come critica, poiché un contrattacco delle forze turche, a pochi chilometri dalla città, avrebbe potuto spazzar via la testa di ponte italiana. Il capitano di vascello Cagni riuscì a dare l'impressione che la forza sbarcata fosse molto più numerosa di quanto era in realtà costringendo le truppe a marciare continuamente da una parte all'altra della città, ed in tal modo riuscì a ritardare qualsiasi attacco per una settimana. Intanto il governatore provvisorio ammiraglio Raffaele Borea Ricci D'Olmo cercava di tenere buoni rapporti con i capi arabi della città, che accettarono l'occupazione senza eccessive difficoltà. Il sindaco di Tripoli Hassan Caramnli nominato dal governo turco mantenne il proprio incarico e fu fregiato dell'onorifico titolo di vicegovernatore della Tripolitania.

### L'attacco ai pozzi di Bu Meliana

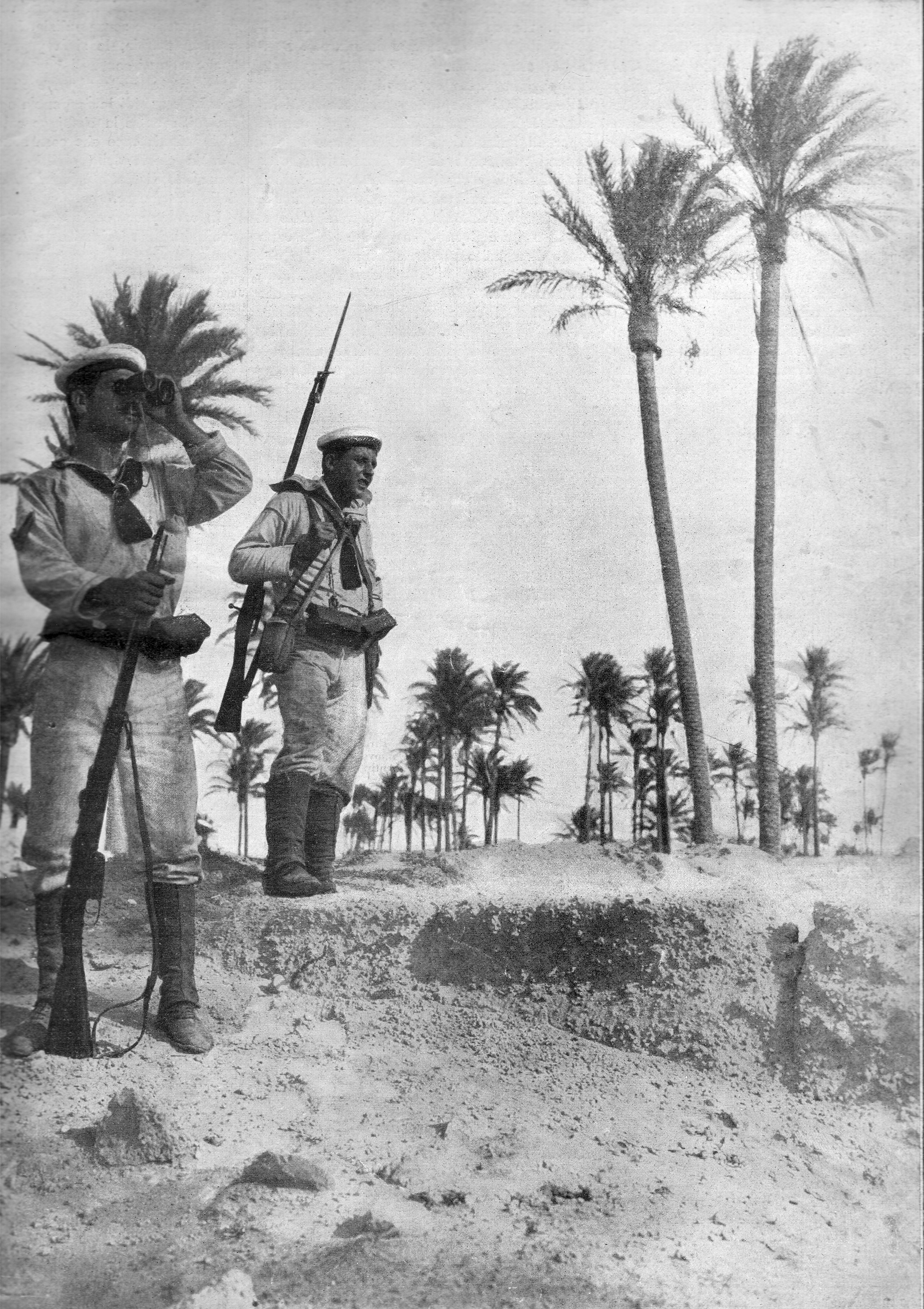
Marinai negli avamposti davanti a Tripoli

Nella notte tra il 9 e il 10 ottobre l'esercito turco, appoggiato da irregolari libici, attaccò gli italiani a sud di Tripoli nell'area dei pozzi di Bu Meliana che erano quelli che rifornivano la città. L'attacco fu respinto anche con l'intervento del fuoco di artiglieria delle navi in rada. L'attacco, pur respinto, spronò l'esercito a velocizzare le operazioni di trasporto truppe a Tripoli occupata dalle esigue forze della Regia Marina.
L'11 ottobre arrivarono per primi a Tripoli i piroscafi America e Verona e l'incrociatore Varese, che, essendo le navi più veloci, si erano staccate dal resto del convoglio. Le navi trasportavano l′84º reggimento fanteria, due battaglioni del 40º reggimento fanteria ed un battaglione dell'11º reggimento bersaglieri, per un totale di 4800 uomini. Il giorno successivo giunse il resto del convoglio, assicurando il controllo della città all'Italia. Con i rinforzi giunti dall'Italia il corpo di spedizione arrivò a contare 35 000 uomini al comando del generale Carlo Caneva.
Con l'arrivo dell'Esercito i marinai del corpo di spedizione guidato da Umberto Cagni si reimbarcarono sulle proprie navi.

## Effetti successivi

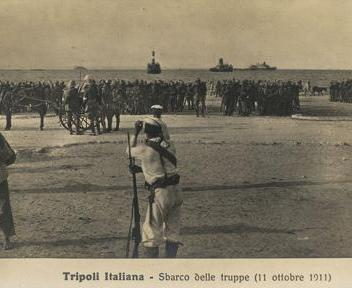
Il Regio Esercito sbarca a Tripoli l'11 ottobre 1911

Secondo alcuni generali del tempo l'occupazione inaspettata della città di Tripoli da parte della Regia Marina provocò degli effetti indesiderati sullo sviluppo delle successive operazioni militari. Secondo il generale Roberto Bencivenga, che faceva parte dello stato maggiore del generale Caneva, l'occupazione della città con così esigue truppe obbligò il Regio esercito ad affrettare tutte le operazioni nel timore che il piccolo contingente di marinai potesse essere travolto da una controffensiva turca creando problemi logistici nella distribuzione delle divise e degli armamenti alla truppa in partenza per la Libia. Inoltre fu perso l'effetto sorpresa che si sarebbe ottenuto con uno sbarco improvviso e che presumibilmente avrebbe portato ad occupare un perimetro più esteso di quello occupato dai marinai. Ma il generale Bencivenga non sottolinea però come i problemi relativi alla distribuzione si fossero già verificati prima dell'occupazione di Tripoli e che il lento procedere degli sbarchi del corpo di spedizione che impiegò diversi giorni prima di attestarsi a terra avrebbe comunque annullato ogni effetto sorpresa. La ritirata da Tripoli dei soldati turchi faceva parte di una strategia che era stata già decisa subito dopo la dichiarazione di guerra. I turchi infatti intendevano stabilire delle basi nel deserto, fuori della portata dei cannoni delle navi ove procedere all'arruolamento di volontari arabi.